# Angelo Ciocca
Angelo Ciocca (nascido em 28 de junho de 1975) é um político italiano e membro do Parlamento Europeu.
Ciocca foi suspeito de associação com a organização criminosa italiana 'Ndrangheta em Pavia em 2009.

Em janeiro de 2019 foi condenado a 1 ano e 6 meses (com suspensão condicional da pena e não menção) no âmbito do processo penal relativo ao escândalo de reembolso da Região da Lombardia.